# Cryophila lapponica
Cryophila
Genre
Espèce
Synonymes
- Mochlonyx lapponicus Martini, 1928

Cryophila lapponica, unique représentant du genre Cryophila, est une espèce de diptères de la famille des Chaoboridae.

## Systématique
L'espèce Cryophila lapponica a été initialement décrite en 1928 par l'entomologiste allemand Erich Martini (d) (1880-1960) sous le protonyme de Mochlonyx lapponicus.
En 1930, l'entomologiste britannique Frederick Wallace Edwards (1888-1940) crée le genre Cryophila pour l'y ranger. 

## Publications originales
- Genre Cryophila :
  - (en) F. W. Edwards, « Notes on exotic Chaoborinae, with descriptions of new species (Diptera, Culicidae) », Annals and Magazine of Natural History, Londres, 10e série, vol. 6,‎ 1930, p. 528-540 (ISSN 0374-5481).
- Espèce Cryophila lapponica (sous le taxon Mochlonyx lapponicus) :
  - (en + sv) Erich Martini, « Dixinae und Corethrinae des Museums zu Helsingfors », Notulae Entomologicae, Helsinki, Inconnu, vol. 8,‎ 1928, p. 33-35 (ISSN 0029-4594 et 2814-905X, OCLC 2449178, lire en ligne).